# Punomys
Punomys (Osgood, 1943) è un genere di roditori della famiglia dei Cricetidi.

## Descrizione

### Dimensioni
Al genere Punomys appartengono roditori di piccole dimensioni, con lunghezza della testa e del corpo tra 130 e 155 mm, la lunghezza della coda tra 46 e 77 mm e un peso fino a 82 g.

### Caratteristiche craniche e dentarie
Il cranio è robusto e presenta un rostro corto e largo, le ossa nasali ben sviluppate che si estendono in avanti, la scatola cranica quadrata e i fori palatali lunghi e sottili. Il palato è attraversato da due solchi lunghi e profondi. Gli incisivi superiori sono robusti ed ortodonti, ovvero con le punte rivolte verso il basso, i molari hanno la corona alta.
Sono caratterizzati dalla seguente formula dentaria:

### Aspetto
Il corpo è simile a quello di un'arvicola. La pelliccia è lunga, soffice ed arruffata. Le parti dorsali sono giallo-brunastre o bruno-grigiastre mentre le parti ventrali sono biancastre o grigiastre, talvolta con dei riflessi giallognoli. Le orecchie sono relativamente piccole. Le zampe sono grigiastre, con le piante nerastre. La coda è circa un terzo della lunghezza della testa e del corpo e può essere uniformemente grigiastra oppure biancastra sotto. Le femmine hanno quattro paia di mammelle.

## Distribuzione
Il genere è endemico del Perù meridionale e della Bolivia nord-occidentale.

## Tassonomia
Il genere comprende 2 specie:
- Punomys lemminus
- Punomys kofordi